# Unter anderen Umständen: Spiel mit dem Feuer
Spiel mit dem Feuer ist ein deutscher Fernsehfilm von Judith Kennel aus dem Jahr 2012. Es handelt sich um die siebte Folge der Krimiserie Unter anderen Umständen mit Natalia Wörner in der Hauptrolle.

## Handlung
Kommissarin Jana Winter hat es diesmal mit einem nicht alltäglichen Mord zu tun. Henner Ullmann, Mitarbeiter des Schleswiger Jugendamtes, wird tot in einem Räucherschrank aufgefunden. Susanne Ullmann berichtet von Drohbriefen, die ihr Mann erhalten hatte. So fällt auf Achim Kaminski, einen alkoholabhängigen Vater, dessen Sohn auf Ullmanns Initiative hin in einem Heim untergebracht wurde, ein erster Verdacht. Kaminski leugnet, etwas mit den Drohbriefen zu tun zu haben. Der Chef im Jugendamt bestätigt allerdings, dass Ullmann sich von Kaminski bedroht gefühlt hatte. Kommissarin Winter findet eine weitere Mutter, die mit Ullmann im Konflikt lag und Probleme mit ihm hatte. Seit der Trennung von ihrem Mann liegt Kathrin Teding im Sorgerechtsstreit, bei dem auch das Jugendamt mit eingebunden ist.
Schon bei der ersten Untersuchung des Tatorts fanden die Ermittler heraus, dass sich Ullmann auf seinem Grundstück einen SM-Raum eingerichtet hatte. Nachdem dort Fingerabdrücke von mindestens acht verschiedenen Personen zu finden sind, wird auch seine Ehefrau in den Kreis der Verdächtigen mit einbezogen. Sie gibt auf Nachfrage an, dass ihre Beziehung abgekühlt war und sie sich mit seinem „Hobby“ arrangiert hätte. 
Ein Hinweis führt zurück in das beruflichen Umfeld des Opfers. Ullmann sollte nach Flensburg versetzt werden, was die Ermittler aufmerksam macht. Sie finden heraus, dass Frauke Jespersen, die Frau des Jugendamtleiters, mit Ullmann eine Affäre hatte und bis vor kurzem zu seinen privaten SM-Freundinnen gehörte. Aufgrund seiner immer extremer werdenden Neigung hatte sie das Verhältnis mit ihm beendet und ihr Mann den Versetzungsantrag gestellt.
Auf die Spur zum wahren Täter kommt Jana Winter durch einen Zufall, als sie die gleiche Schriftart auf einem Lieferschein entdeckt, mit der die Drohbriefe an Ullmann geschrieben worden waren. Das führt zu Kathrin Teding, die der Kommissarin gegenüber zugibt, von Ullmann erpresst worden zu sein. Da sie an einer Angststörung leidet und häufig unter Tabletteneinfluss steht, drohte er ihr damit, die Kinder zu entziehen, wenn sie nicht bei seinen SM-Spielen mitmachen würde. Sie ging darauf ein, bis sie es nicht mehr ertragen konnte und hatte sich am Tatabend mit einem Schlagstock gegen ihren Peiniger gewehrt. Da sie annahm, dass er tot war, versteckte sie ihn in seinem eigenen Räucherschrank.

## Hintergrund
Spiel mit dem Feuer wurde am 7. März 2012 im ZDF als Fernsehfilm der Woche gesendet.

## Rezeption

### Einschaltquoten
Die Erstausstrahlung von Spiel mit dem Feuer am 7. März 2012 im ZDF verfolgten 4,92 Millionen Zuschauer, dies entsprach Marktanteilen von 17,7 Prozent.

### Kritiken
Rainer Tittelbach von Tittelbach.tv schrieb: „Das Drehbuch lotet dieses Thema [der S/M-Praktiken] nicht tiefer aus, sondern setzt die Geschlechterkampf-Subplots – „zufällig“ – nebeneinander. Diese Dramaturgie, die bei einem konzeptionellen Drama passen mag, wirkt in einem TV-Krimi, der Alltag suggeriert und psychologisch eher an der Oberfläche bleibt, künstlich und konstruiert.“ Fazit: „Inszenierung bleibt flach & keine Szene in Erinnerung.“
Die Kritiker der Fernsehzeitschrift TV Spielfilm werteten dagegen positiv und schrieben: „Sehr souverän inszeniertes Geflecht aus sexuellen Obsessionen und (emotionalen) Abhängigkeiten.“ „Abgründig, bizarr und zutiefst menschlich.“
Tilmann P. Gangloff schrieb für Kino.de: „Schon der letzte Schleswig-Krimi mit Natalia Wörner als Kriminalkommissarin Jana Winter (‚Mord im Watt‘) war in all seiner Düsternis und Abgründigkeit stark skandinavisch geprägt. Auch ‚Spiel mit dem Feuer‘ wagt sich in Niederungen vor, die für den Hauptabend ungewöhnlich sind. […] Dabei spielt der wie die gesamte Reihe von Judith Kennel souverän und im spürbaren Bemühen um eine eigene Handschrift inszenierte Film das Thema Sadomasochismus gar nicht spekulativ in den Vordergrund. Aber es taucht naturgemäß immer wieder auf.“